# Uniwersytet Oksfordzki

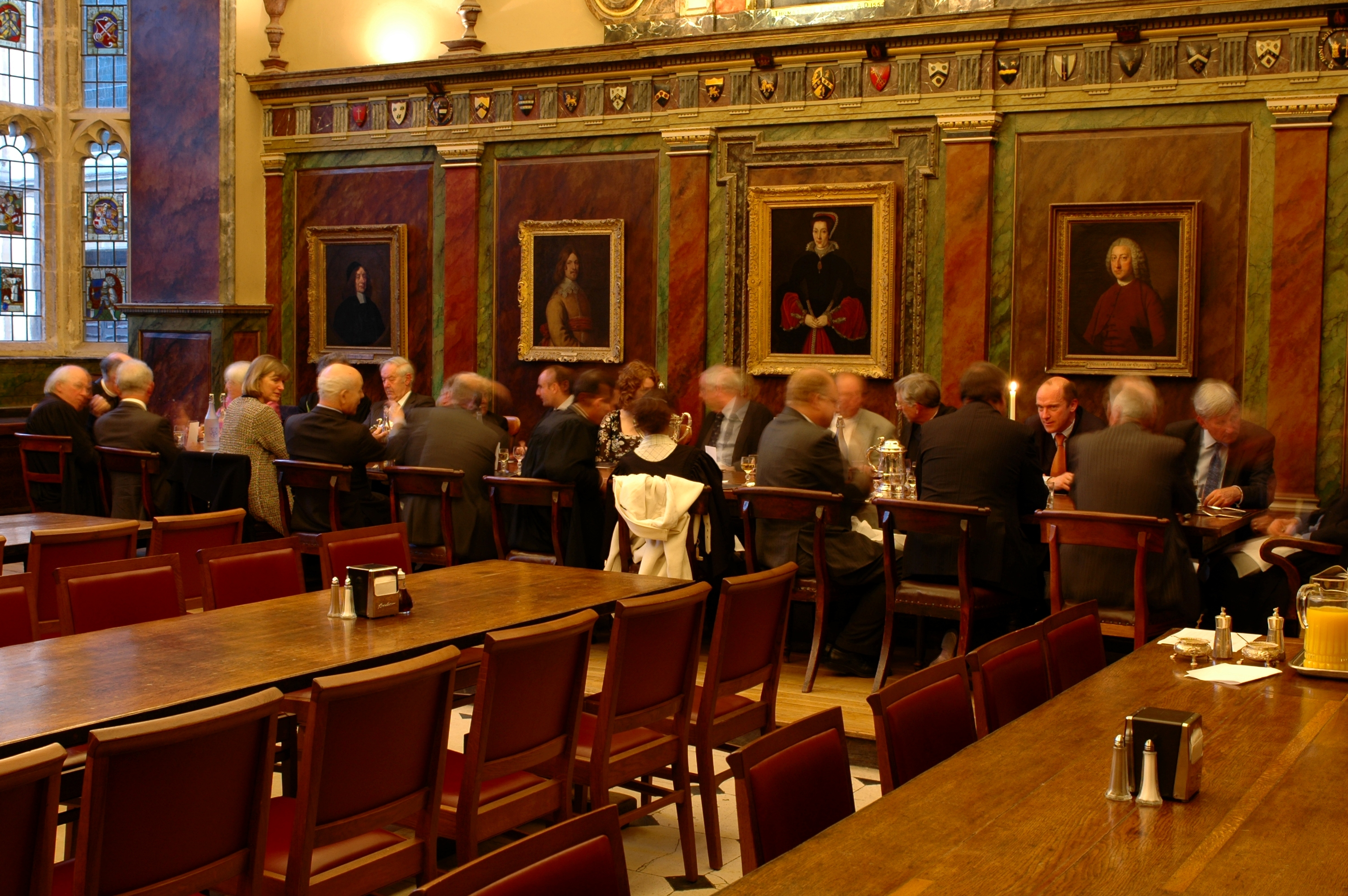
Stół profesorski w Trinity College

Uniwersytet Oksfordzki (ang. University of Oxford, łac. Universitas Oxoniensis), oficjalnie The Chancellor, Masters and Scholars of the University of Oxford – brytyjska uczelnia publiczna w Oksfordzie, założona przed 1167 rokiem, najstarszy uniwersytet w Wielkiej Brytanii i krajach anglosaskich.
Obok Uniwersytetu w Cambridge, jest to najbardziej renomowana uczelnia w Wielkiej Brytanii, wysoko ceniona w Europie i na świecie. Stale zajmuje miejsce w pierwszej dziesiątce wszelkich światowych rankingów uczelni, tak w klasyfikacji ogólnej, jak i w poszczególnych dziedzinach nauki. Według rankingu sporządzonego w 2023 przez czasopismo Times Higher Education Uniwersytet Oksfordzki zajmuje pierwszą pozycję na świecie. W Akademickim Rankingu Uniwersytetów Świata (opracowanym w tym samym roku przez Instytut Szkolnictwa Wyższego Uniwersytetu Jiao Tong w Szanghaju) Oksford zajmuje 7. miejsce na świecie, a w QS World University Rankings pozycję 3.
W angielskiej tradycji University of Oxford i University of Cambridge nazywane są łącznie Oxbridge. Obie te uczelnie rywalizują z sobą w corocznych zawodach wioślarskich The Boat Race.

## Struktura
Uniwersytet Oksfordzki składa się z wydziałów, które prowadzą wykłady, ćwiczenia i przeprowadzają egzaminy, oraz z 39 niezależnych od siebie kolegiów (ang. college) i 4 Permanent Private Halls (czyli jednostek na niepełnych prawach kolegium nadzorowanych przez związki wyznaniowe), które skupiają studentów i profesorów, spełniają rolę akademików i zajmują się kształceniem studentów w systemie tutorialnym.
System kolegialny uniwersytetu został przejęty od średniowiecznego Uniwersytetu Paryskiego. Najstarsze kolegium w Oksfordzie to University College, założony w 1247. Kolegia dzielą się na undergraduate colleges (większość kolegiów), w których odbywa się kształcenie na poziomie licencjatu i magisterium oraz przeprowadza przewody doktorskie, oraz postgraduate colleges (niektóre kolegia, np. Nuffield), w których odbywa się kształcenie tylko na poziomie magisterium i doktoratu. Wyjątkiem jest All Souls College, który jest przeznaczony tylko dla fellows, czyli profesorów uniwersytetu. Przynależność do tego kolegium jest uznawana za najbardziej prestiżowe wyróżnienie w brytyjskim świecie akademickim. Do All Souls College należał Polak, profesor Leszek Kołakowski.
Rok szkolny w Oksfordzie podzielony jest na trymestry:
- Michaelmas – październik-grudzień
- Hilary – styczeń-marzec
- Trinity – kwiecień-czerwiec

Tradycyjnie kolegia rywalizują ze sobą. Co roku publikowany jest ranking kolegiów na podstawie wyników akademickich studentów, nazywany tabelą Norringtona.

### Kolegia Uniwersytetu Oksfordzkiego
| Nazwa                     | Rok założenia                                                         | Adres strony internetowej | Partnerskie kolegium w Cambridge |
| ------------------------- | --------------------------------------------------------------------- | ------------------------- | -------------------------------- |
| All Souls College         | 1438 w intencji zbawienia dusz Anglików poległych w wojnie stuletniej | strona internetowa        | Trinity Hall                     |
| Balliol College           | 1263                                                                  | strona internetowa        | St John’s College                |
| Brasenose College         | 1509                                                                  | strona internetowa        | Gonville and Caius College       |
| Christ Church             | 1546                                                                  | strona internetowa        | Trinity College                  |
| Corpus Christi College    | 1517                                                                  | strona internetowa        | Corpus Christi College           |
| Exeter College            | 1314                                                                  | strona internetowa        | Emmanuel College                 |
| Green Templeton College   | 2008                                                                  | strona internetowa        | St Edmund’s College              |
| Harris Manchester College | 1786, Status kolegium w 1996, wcześniej Permanent Private Hall        | strona internetowa        |                                  |
| Hertford College          | 1282                                                                  | strona internetowa        |                                  |
| Jesus College             | 1571                                                                  | strona internetowa        | Jesus College                    |
| Keble College             | 1870                                                                  | strona internetowa        | Selwyn College                   |
| Kellogg College           | 1990, Status kolegium w 1994, wcześniej Permanent Private Hall        | strona internetowa        |                                  |
| Lady Margaret Hall        | 1878                                                                  | strona internetowa        | Newnham College                  |
| Linacre College           | 1962                                                                  | strona internetowa        | Wolfson College                  |
| Lincoln College           | 1427                                                                  | strona internetowa        | Downing College                  |
| Magdalen College          | 1458                                                                  | strona internetowa        | Magdalene College                |
| Mansfield College         | 1886, Status kolegium w 1995, wcześniej Permanent Private Hall        | strona internetowa        |                                  |
| Merton College            | 1264                                                                  | strona internetowa        | Peterhouse                       |
| New College               | 1379                                                                  | strona internetowa        | King’s College                   |
| Nuffield College          | 1937                                                                  | strona internetowa        |                                  |
| Oriel College             | 1326                                                                  | strona internetowa        | Clare College                    |
| Pembroke College          | 1624                                                                  | strona internetowa        | Queens’ College                  |
| The Queen’s College       | 1341                                                                  | strona internetowa        | Pembroke College                 |
| Reuben College            | 2019                                                                  | strona internetowa        |                                  |
| St Anne’s College         | 1878                                                                  | strona internetowa        | Murray Edwards College           |
| St Antony’s College       | 1950, Status kolegium w 1963, wcześniej Permanent Private Hall        | strona internetowa        |                                  |
| St Catherine’s College    | 1963                                                                  | strona internetowa        | Robinson College                 |
| St Cross College          | 1965                                                                  | strona internetowa        | Clare Hall                       |
| St Edmund Hall            | 1226, Status kolegium w 1957, wcześniej Permanent Private Hall        | strona internetowa        | Fitzwilliam College              |
| St Hilda’s College        | 1893                                                                  | strona internetowa        |                                  |
| St Hugh’s College         | 1886                                                                  | strona internetowa        | Clare College                    |
| St John’s College         | 1555                                                                  | strona internetowa        | Sidney Sussex College            |
| St Peter’s College        | 1929                                                                  | strona internetowa        |                                  |
| Somerville College        | 1879                                                                  | strona internetowa        | Girton College                   |
| Trinity College           | 1554                                                                  | strona internetowa        | Churchill College                |
| University College        | 1249                                                                  | strona internetowa        | Trinity Hall                     |
| Wadham College            | 1610                                                                  | strona internetowa        | Christ’s College                 |
| Wolfson College           | 1966, Status kolegium w 1981, wcześniej Permanent Private Hall        | strona internetowa        | Darwin College                   |
| Worcester College         | 1714                                                                  | strona internetowa        | St Catharine’s College           |

### Permanent Private Halls
| Nazwa                           | Rok założenia                         | Adres strony internetowej |
| ------------------------------- | ------------------------------------- | ------------------------- |
| Private Hall Zakonu Dominikanów | 1221, reaktywowany w 1921             | strona internetowa        |
| Campion Hall                    | 1896                                  | strona internetowa        |
| Regent’s Park College           | 1752, przeniesiony do Oksfordu w 1927 | strona internetowa        |
| Wycliffe Hall                   | 1877                                  | strona internetowa        |

### Biblioteki
Uniwersytet Oksfordzki zarządza siecią ponad 100 bibliotek, przechowujących dziesiątki milionów woluminów, co wraz z katalogami elektronicznymi czyni ją największą siecią bibliotek w Wielkiej Brytanii i jedną z największych na świecie. W jej skład wchodzi 31 bibliotek zrzeszonych w sieci Bibliotek Bodlejańskich, na czele której stoi najstarsza z nich Bodleian Library, zaś pozostałe działają przy kolegiach, permanent private halls oraz wydziałach.

Wybrane biblioteki Uniwersytetu Oksfordzkiego
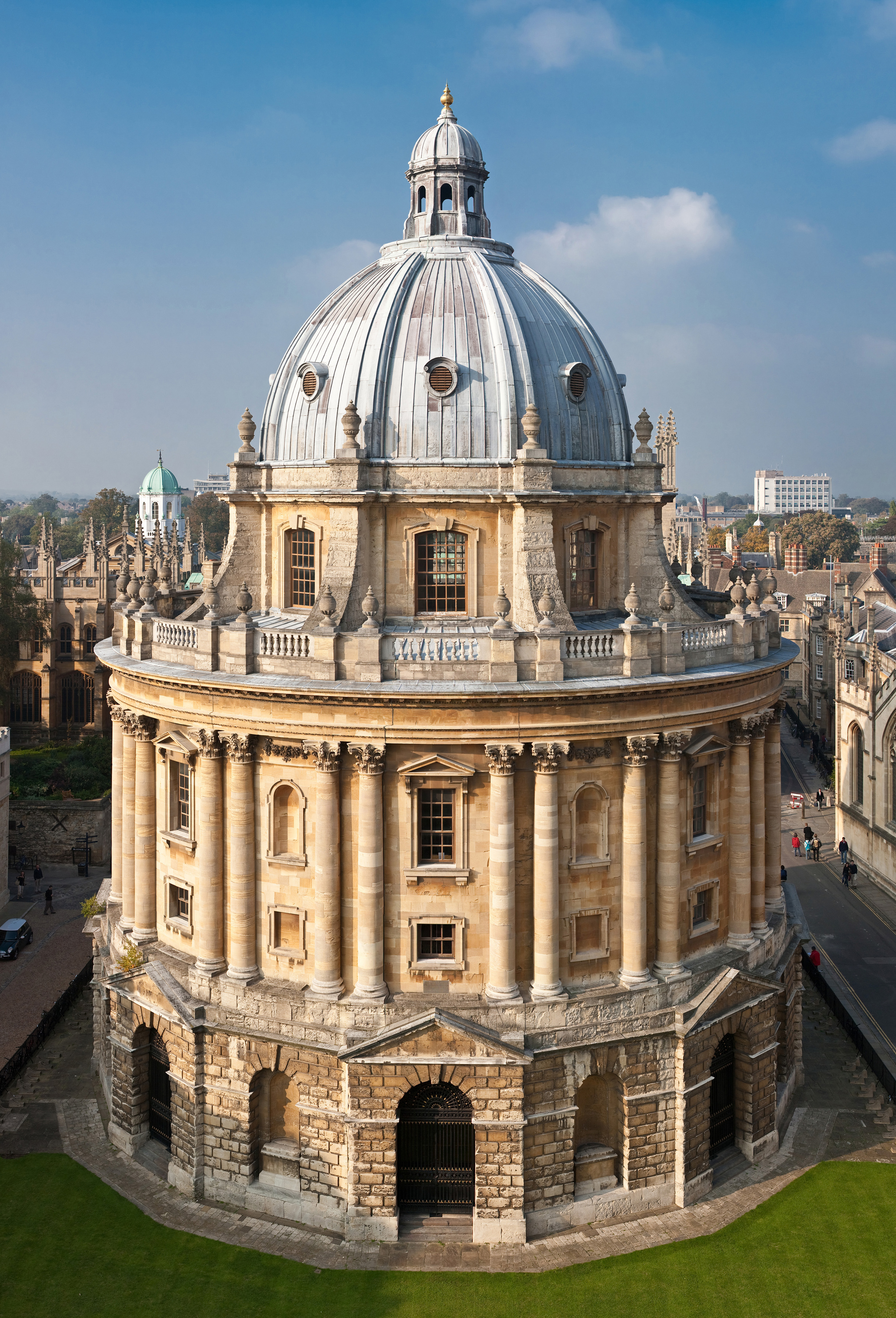
Radcliffe Camera
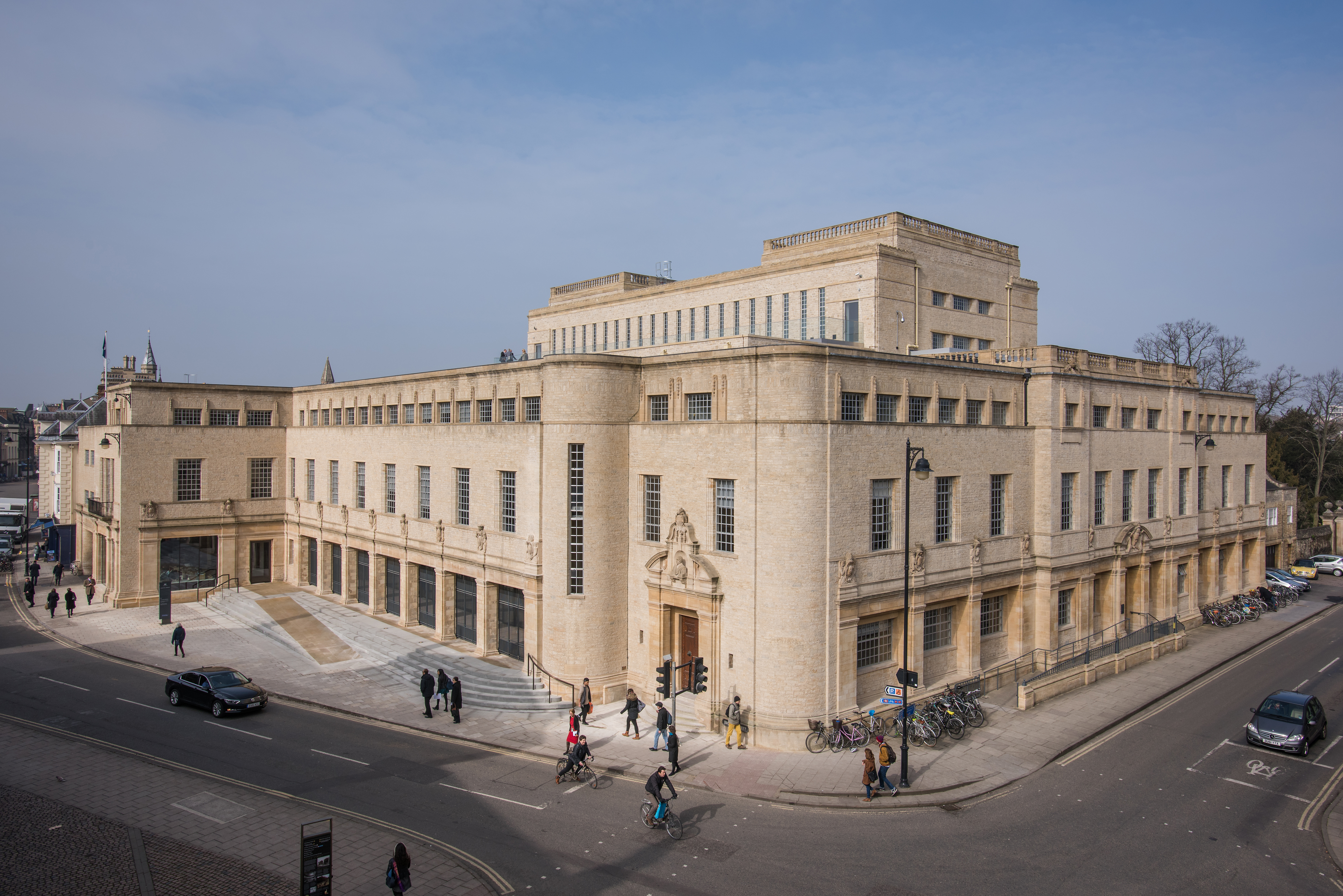
Weston Library
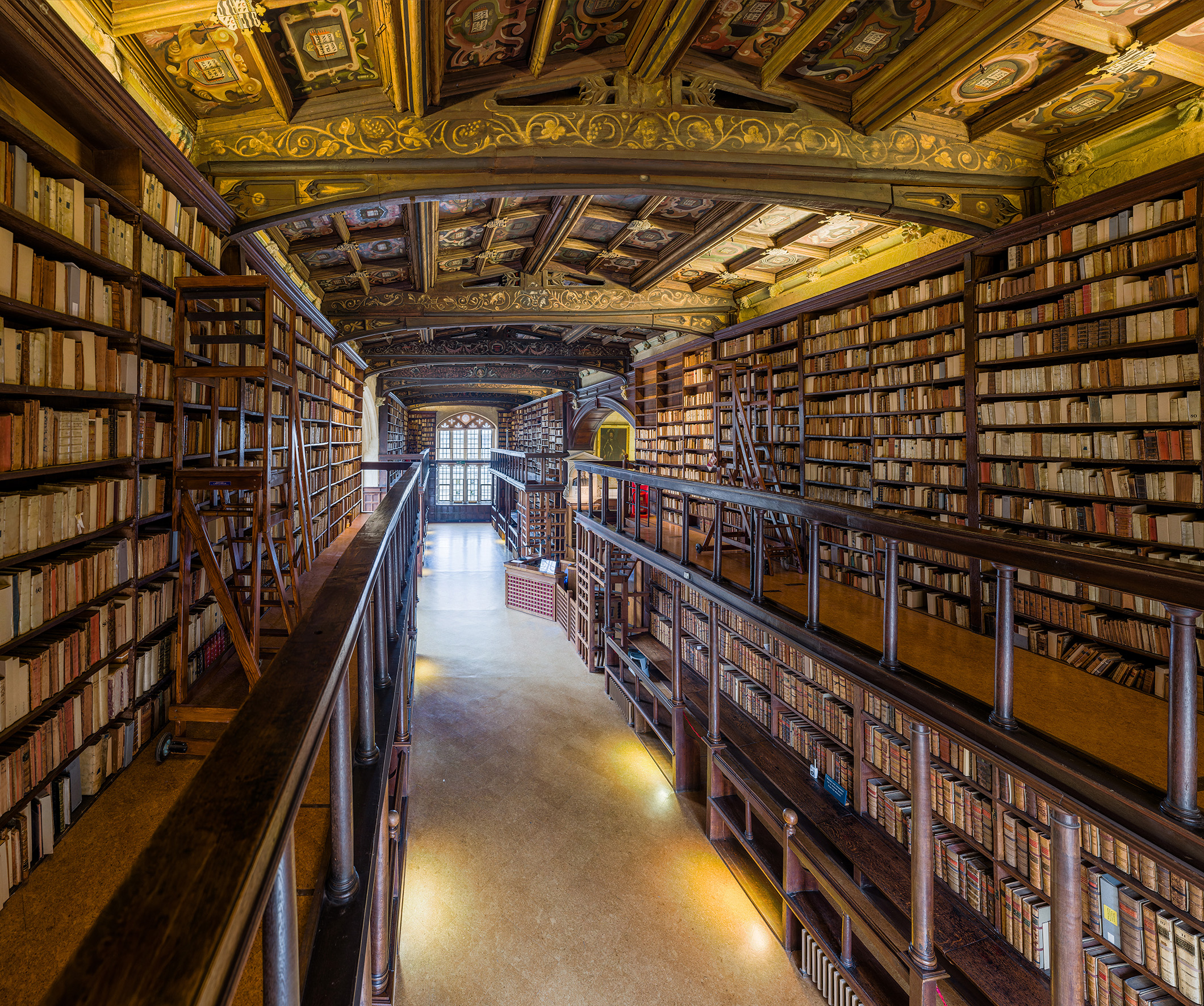
Duke Humfrey's Library
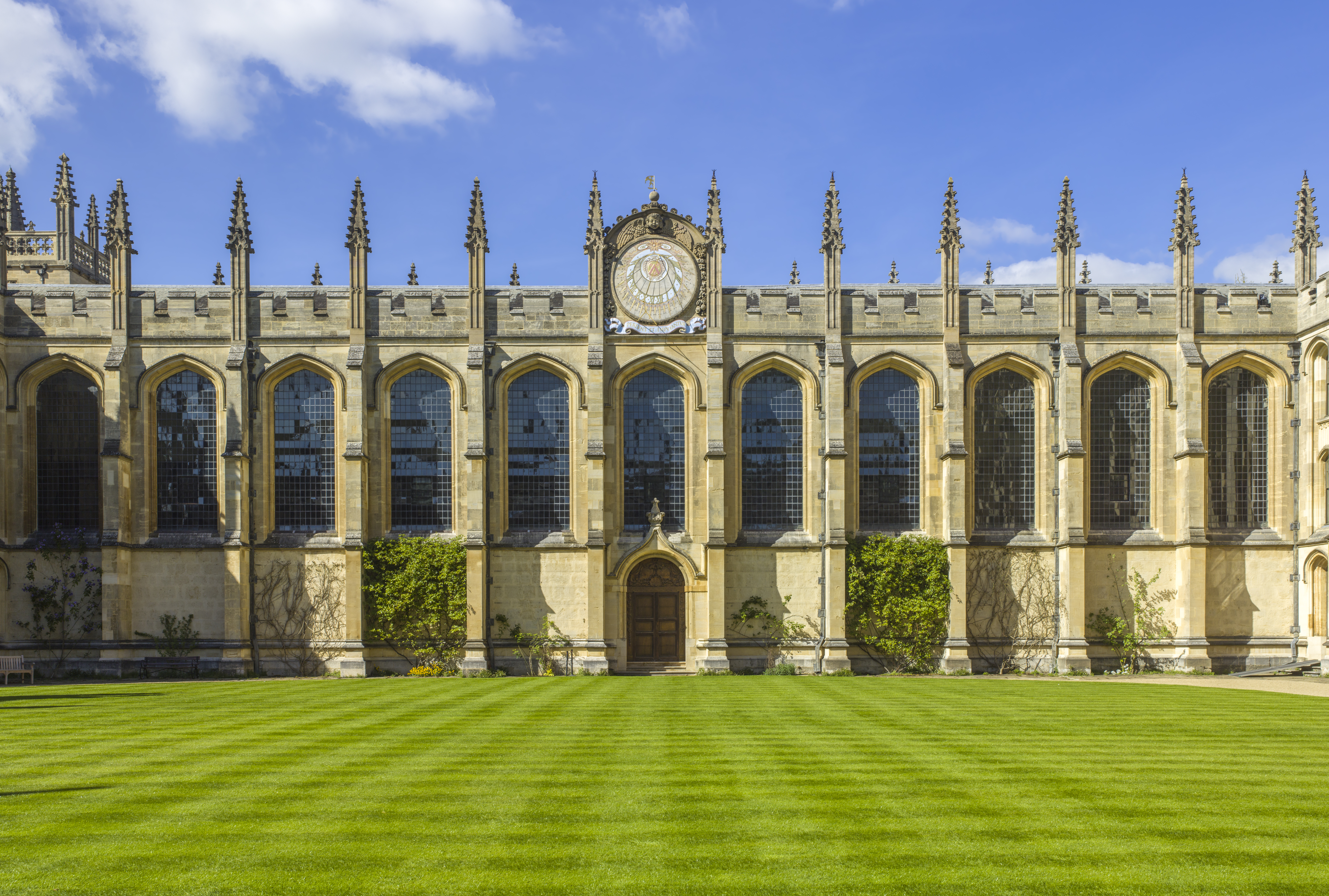
Biblioteka All Souls College
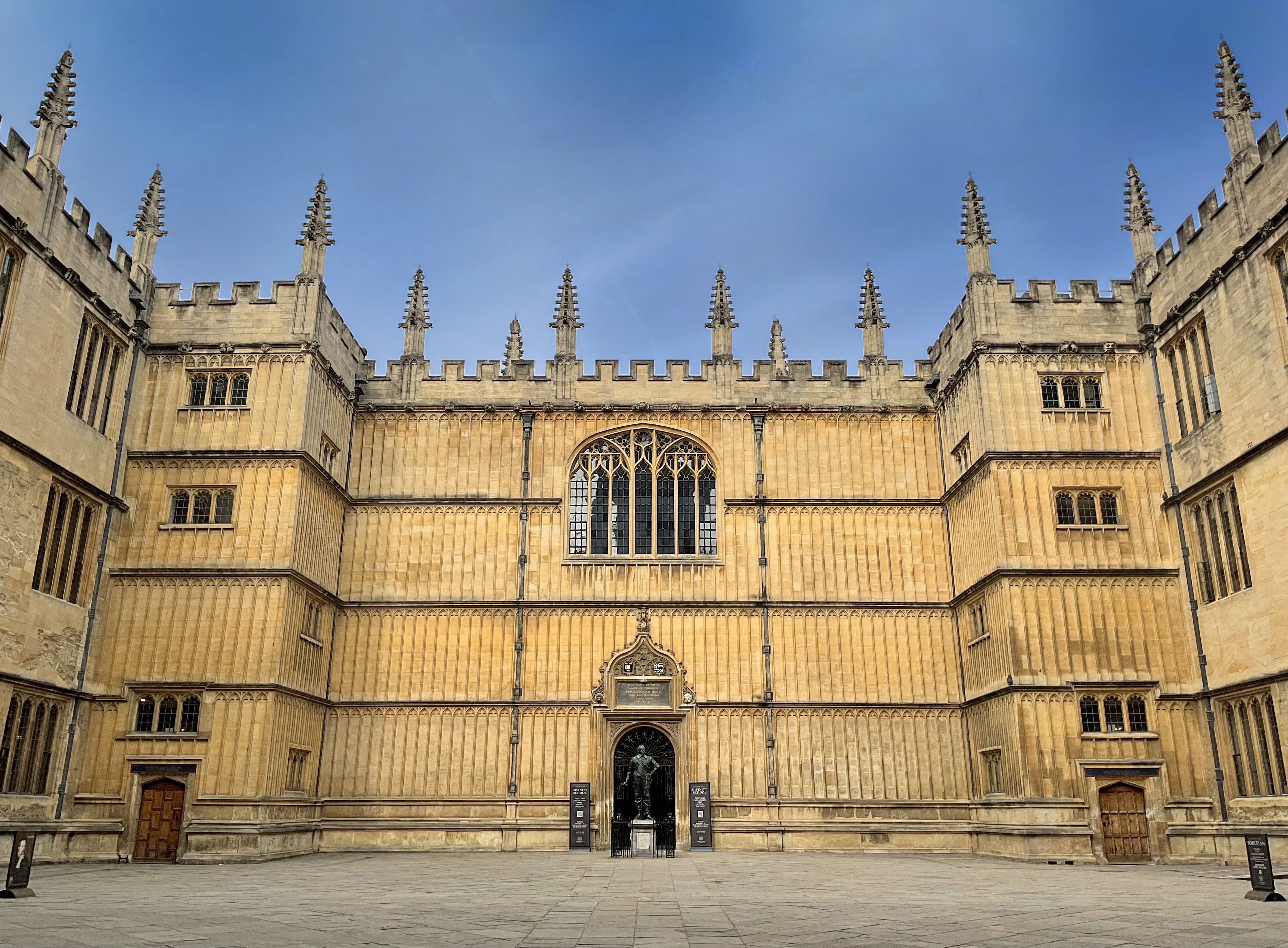
Biblioteka Bodlejańska

## Historia

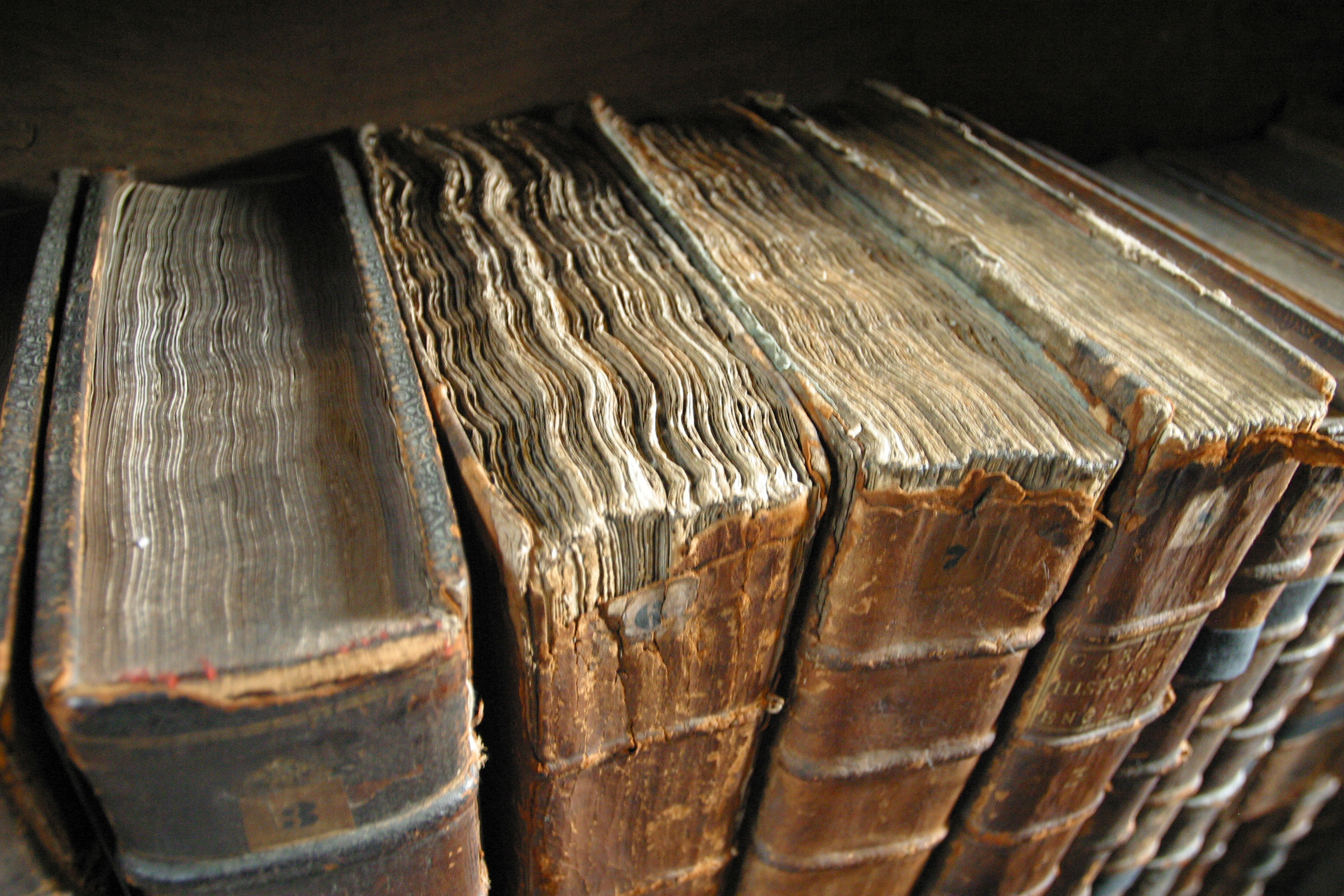
Oprawy starych ksiąg w bibliotece Merton College

Dokładna data założenia uniwersytetu nie jest znana, ale wiadomo, że należy on do najstarszych średniowiecznych uniwersytetów. Istnieją dane wskazujące na to, że wykładano tu już w roku 1096. Od 1167, w którym król Henryk II zakazał Anglikom studiować na Uniwersytecie Paryskim, Uniwersytet Oksfordzki zaczął gwałtownie się rozwijać i zyskiwać na znaczeniu. W tym czasie założono pierwsze Halls of Residence (w pewnym stopniu odpowiadające konwiktom), które później stały się kolegiami (ang.: colleges).
Akademicy nie żyli w przyjaźni z mieszkańcami Oksfordu, co w czasach średniowiecznych było ogólnym standardem w stosunkach uniwersytet–miasto. W 1209 jeden ze studentów został oskarżony o gwałt na mieszczance. Mieszczanie aresztowali trzech przyjaciół domniemanego gwałciciela (on sam się ukrywał), którzy zostali następnie powieszeni na rozkaz króla Jana. Na skutek tego zajścia, wielu uczonych rozpierzchło się po kraju, a część z nich najprawdopodobniej założyła University of Cambridge.
Mieszkańcy miasta szukali pomocy w zażegnaniu konfliktu z akademikami u legata papieskiego, Nicholasa de Romanis, który w roku 1214 usiłował rozwiązać problem, nadając uniwersytetowi kartę praw i ustanawiając urząd kanclerza (ang. Chancellor). Choć poprawiło to sytuację uniwersytetu, niesnaski bynajmniej się nie zakończyły.
W XIII-XIV wieku środowisko naukowe Oksfordu odegrało ważną rolę w rozwoju nauk matematyczno-przyrodniczych. Działali tu m.in. Robert Grosseteste, Roger Bacon i inni przedstawiciele tzw. szkoły oksfordzkiej.
W roku 1355, w dniu św. Scholastyki, czyli 10 lutego, w lokalnej tawernie kłótnia pomiędzy miejscowymi a dwoma studentami przerodziła się w bijatykę, a potem dwudniowe zamieszki, w wyniku których zabitych zostało 63 akademików i około 30 miejscowych. Po tym wydarzeniu, król Edward III potwierdził prymat Uniwersytetu nad miastem, nadając mu dodatkowe przywileje i nakazując burmistrzowi oraz radzie miejskiej co roku w dniu św. Scholastyki przechodzić ulicami miasta z odkrytymi głowami i płacić Uniwersytetowi grzywnę: jednego pensa za każdego zabitego akademika. Trwało to aż do roku 1825. Również od XIV wieku dwóch posłów reprezentuje Uniwersytet w Izbie Gmin.
W czasie reformacji na Oksfordzie działali Jan Hus i John Wyclif (Jan Wiklef). Mimo to tymczasowo zawieszono działalność uniwersytetu. W 1571 został on reaktywowany przez parlament za zgodą Elżbiety I. Po rewolucji angielskiej i wojnie domowej, wraz z powstaniem Royal Society uniwersytet w Oksfordzie zyskał dobre warunki rozwoju. Działali tu m.in. Edmond Halley, Robert Hooke i Robert Boyle. W tym czasie uczelnia szkoliła elitę państwową i kościelną.
W XIX wieku w teologii anglikańskiej dużą rolę odegrał tzw. ruch oksfordzki (reprezentowany m.in. przez Johna Henry’ego Newmana), dążący do odnowienia Kościoła anglikańskiego na zasadach wczesnochrześcijańskich i dający początek katolicyzującemu anglikanizmowi (reprezentowanemu m.in. przez oksfordczyka, C.S. Lewisa). W filozofii na Uniwersytecie rozwinął się tzw. idealizm brytyjski (odłam heglizmu, reprezentowany m.in. przez F.H. Bradleya), a później w opozycji do niego tzw. oksfordzka szkoła realistów. Pod względem strukturalnym Oksford pozostał uniwersytetem kolegialnym, jakkolwiek w XIX w. przeszedł reorganizację na wzór uniwersytetów niemieckich (łączenie funkcji dydaktycznej z prowadzeniem badań naukowych), rozbudowano podział na wydziały, wprowadzono laboratoria, pracownie, instytuty uniwersyteckie. Położono większy nacisk na rozwój nowoczesnych nauk ścisłych i przyrodniczych. Pod koniec XIX w. dopuszczono do studiów kobiety. Powstały wówczas kolegia żeńskie, które jednak z biegiem czasu zaczęły przyjmować również mężczyzn (ostatni z tej grupy, St Hilda’s College, uczynił to w 2008 roku). W drugiej połowie XX w. nastąpiła zmiana programu studiów, wprowadzono system wielostopniowy, studia podyplomowe, oraz przyłączono do uniwersytetu wiele centrów i instytutów.

## Absolwenci
Uniwersytet słynie z długiej tradycji i wysokiego poziomu nauczania. Wśród absolwentów uczelni jest:
- 73 laureatów Nagrody Nobla (m.in. V.S. Naipaul, Baruch Blumberg, Michael Spence, Howard Florey, Cyril Hinshelwood, Martin Ryle),
- 30 premierów Wielkiej Brytanii (w tym ostatnich 14 premierów, m.in. Tony Blair, Margaret Thatcher, David Cameron, Theresa May, Boris Johnson, Rishi Sunak),
- wiele głów państw (np. prezydent USA Bill Clinton, premier Indii Indira Gandhi, 5 premierów Australii, król Norwegii Harald V, prezydent Ghany John Kufuor, premier Węgier Viktor Orbán, prezydent Peru Pedro Pablo Kuczynski)
- 12 świętych (m.in. Tomasz Morus),
- 8 błogosławionych (m.in. Jan Duns Szkot),
- 1 papież (antypapież Aleksander V),
- 18 kardynałów,
- 86 arcybiskupów,
- liczni poeci i pisarze (np. Robert Graves, Oscar Wilde, Matthew Arnold, Evelyn Waugh, Aldous Huxley, C.S. Lewis, J.R.R. Tolkien, Walter Raleigh, T.S Elltiot, Lewis Carroll, T.E. Lawrence)
- liczni aktorzy, kompozytorzy i artyści (np. Hugh Grant, Rowan Atkinson, Rosamund Pike, Nigella Lawson, Emma Watson, Kate Beckinsale, Emilia Fox, Hugh Dancy, Dudley Moore, Michael Palin, Terry Jones, Anna Popplewell, Richard Curtis, Tom Hooper, Ken Loach, Charles Hubert Hastings Parry, William Walton, Andrew Lloyd Webber)
- liczni uczeni (np. Gilad Zuckermann).

## Wykładowcy
Wśród obecnych i przeszłych wykładowców uczelni wymienić można wielu Polaków, między innymi profesora nauk politycznych Zbigniewa Pełczyńskiego, ekonomistę profesora Włodzimierza Brusa, filozofa Leszka Kołakowskiego, profesora europeistyki Jana Zielonkę czy pierwszą kobietę-profesora oksfordzkiego wydziału nauk komputerowych Martę Kwiatkowską.

## Dyplom Master of Arts
Master of Arts, który na zachodzie Europy oznacza zazwyczaj to samo co tytuł magistra w Polsce, jest związany z dziedzictwem uczelni. Zakłada się, że nawet formalnie nie uzyskując dyplomu magistra, dana osoba przyswaja wiedzę i reprezentuje pewien poziom naukowy, zgodnie z ideą nauczania na uczelniach, a nie tylko uczeniu celem uzyskania/wydawania dyplomu. Dlatego zgodnie z tradycją dyplom jest wydawany studentowi w siedem lat po immatrykulacji. Koszt wydania dyplomu wynosi dziesięć funtów.